# Mirafiori (banda)
Mirafiori, es un grupo musical de indie pop del sello Elefant Records formado en los años 2000 en Madrid, España.

## Trayectoria
Grupo de indie pop formado principalmente por Nacho Fernández (voz, guitarras, teclados y compositor principal) y Gonzalo Portellano (guitarra). Tras dos maquetas destacadas en fanzines y programas de radio independientes, editaron el EP 'Cinco Minutos' para el sello Annika Records (2002), producido por Guille Milkyway y posteriormente el LP 'No Podemos Volver a Casa' 2006 en Elefant Records y producido por Guille Mostaza. Fueron comparados con Family, La Buena Vida o grupos del sello Sarah Records. 

## Discografía
- Mirafiori (EP), 2000, autoeditado
- Cada Uno de mis Días (EP), 2000, autoeditado
- Cinco Minutos (EP) - Annika Records, 2002
- No Podemos Volver a Casa (LP) - Elefant Records, 2006
- VV.AA. - Canciones Nacionales 2002 (Recopilatorio) - Rockdelux / Sinedin Music, 2003
- VV.AA. - Cuentos De Navidad (Recopilatorio) - Jabalina Música, 2006
- VV.AA. - Your Wonderful Parade (Recopilatorio) - Annika Records, 2010
- VV.AA. - Space Escapade (Unit 1) (Recopilatorio) - Elefant Records, 2011
- VV.AA. - Tapas Pop (Recopilatorio) - Chop my pop, 2005